# Auguste Daum
Jean Louis Auguste Daum (Bitche, 1853-Nancy, 1909) fue un ceramista francés miembro fundador de la Escuela de Nancy y dirigente de la compañía Daum. Era hijo de Jean Daum, hermano Antonin Daum y padre de Léon Daum.